# Post-sekularisme
Post-sekularisme eller post-sekularisering er en række filosofiske og videnskabelige teorier om, at religion har været vedholdende eller genopblusser i det 21. århundrede. Derfor er sekulariseringen enten stoppet eller har været misforstået. 
Denne synsvinkel blev især gjort populær af den tyske filosof og sociolog Jürgen Habermas, der efter årtusindeskiftet begyndte at mene, at tro og viden må eksistere side om side. 
Mange andre har forsvaret lignende teorier og anvendt betegnelsen post-sekularisme. Filosoffen Charles Taylor’s bog A Secular Age betragtes også gerne som beskrivende det post-sekulære samfund. Ifølge Taylor er sekularisering et intellektuelt begreb, der ikke forklarer, hvorfor tro stadig er et anliggende for mange moderne mennesker. Den amerikanske sociolog Peter L. Berger bruger et lignende begreb om desekularisering i sin bog The Desecularization of the World: Resurgent Religion and World Politics. Her hævder han, at tesen om sekulariseringen er falsk, fordi verden stadig er religiøs.
Inden for kultur- og litteraturvidenskab bruges begrebet post-sekularisme gerne som betegnelse for en tiltagende interesse for religion, spiritualitet og ånd.